# 두니아 코에상
두니아 코에상(Dounia Coesens, 1988년 9월 20일 ~ )은 프랑스의 배우이다.

## 출연 작품
- 비브 라 크리스! (2017)